# Philippe Josephe Eugène Desmanet
Philippe Josephe Eugène Desmanet d'Erquennes (Chimay, 15 maart 1767 - Fontaine-l'Evêque, 3 juli 1829) was een Henegouws edelman, landeigenaar en politicus ten tijde van koning Willem I der Nederlanden.
Desmanet was de zoon van Maximilien Octave Joseph Desmanet d'Erquennes en Catherine le Rond. Op 15 maart 1797 trouwde hij te Fontaine l'Evêque met Virginie Maghe, met wie hij een zoon en een dochter kreeg. Hij was landeigenaar in Henegouwen, en ten tijde van het Verenigd Koninkrijk der Nederlanden lid van de Provinciale Staten aldaar. In 1827 werd hij door die Staten afgevaardigd naar de Tweede Kamer der Staten-Generaal. Hij bleef tot zijn overlijden twee jaar later lid van de Kamer en stelde zich regeringsgezind op.
Noch hij noch zijn zoon werden, in tegenstelling tot andere leden van de familie Desmanet, onder het Verenigd Koninkrijk der Nederlanden in de adel erkend. Het is pas in 1883 dat de weduwe van zijn zoon Belgische adelserkenning verkreeg.